# British Cotton Growing Association
Créée le 12 juin 1902 à Manchester par des industriels britanniques, la British Cotton Growing Association (Association britannique des planteurs de coton) avait pour but de promouvoir la culture du coton dans l'ensemble de l'Empire britannique.
Dotée d'un capital de 500 000 livres sterling et agréée par le gouvernement britannique, fondée à la suite des embarras causés à l'industrie anglaise par une mauvaise récolte aux États-Unis, l'association succédait à la “Cotton Supply Association” créée en 1828 à Manchester pour promouvoir la culture du coton sur tous les continents, et qui organisait des prix annuels encourageants les planteurs de l’Inde centrale
Dès sa création en 1902, l'association et son président Sir Alfred Jones ont lancé au monde industriel et commercial du Lancashire un appel de fonds pour organiser des missions d'études sur la culture du coton dans le monde, des laboratoires d'analyse et de sélection et distribuer des semences dans de nouveaux pays producteurs. Dans plusieurs d'entre eux, elle a prêté de l'argent et des machines et s'est ensuite chargée des expéditions et de la vente.
La production mondiale de coton « devra s'accroître en dix ans d'au moins deux millions de balles », a déclaré son président au Congrès international de coton, tenu à Manchester en juin 1904.
L'association intervient dès 1904 dans le Nyassaland, protectorat du sud-est africain qui deviendra le Malawi en 1964, à la fois dans de grandes exploitations européennes ou sur de petites propriétés appartenant aux indigènes. Sur une partie de ce territoire, l'expérience tourne court dès la première guerre mondiale, sauf dans la vallée du Bas Shire, où les petits planteurs lui permettent de durer jusqu'à la chute des cours mondiaux des années 1930.
Elle opère aussi dès sa création dans la région du Kano, célèbre par ses tissus de coton, au Nigeria récemment conquis par les Anglais. Les espoirs de développement y furent déçus car les prix payés aux cultivateurs n'étaient pas suffisamment attractifs, tandis que le transport fut rendu difficile par le fait que le chemin de fer n'arriva à Kano qu'en 1912. Entre-temps, la concurrence de l'arachide, autre produit d'exportation plus rémunérateur acheva de détourner les planteurs du coton. Instruite par cette expérience, en 1920 en Australie, dans la région du Queensland, la British Cotton Growing Association a fixé un prix de vente garanti plus élevé pour le coton.
La British Cotton Growing Association a également déployé son activité en Ouganda et au Kenya, mais sans grand succès.